# فرودگاه پاتوس دو میناس
فرودگاه پاتوس دو میناس (به انگلیسی: Patos de Minas Airport) (به زبان بومی: Aeroporto Pedro Pereira dos Santos) یک فرودگاه همگانی مسافربری با کد یاتا POJ است که یک باند فرود آسفالت دارد و طول باند آن ۱۷۰۰ متر است. این فرودگاه در کشور برزیل قرار دارد و در ارتفاع ۸۵۱ متری از سطح دریا واقع شده است.

## شرکت‌های هواپیمایی و مقصدهای پروازی
No scheduled flights operate at this airport.